# Brachythecium garhwalense
Brachythecium garhwalense är en bladmossart som beskrevs av Jitinder Nath Vohra 1980 [1982. Brachythecium garhwalense ingår i släktet gräsmossor, och familjen Brachytheciaceae. Inga underarter finns listade i Catalogue of Life.